# Löhlbach
Löhlbach ist der nach Einwohnerzahl größte und der nördlichste Ortsteil der Gemeinde Haina (Kloster) im nordhessischen Landkreis Waldeck-Frankenberg.

## Geographische Lage
Löhlbach liegt inmitten des Kellerwaldes und des Naturparks Kellerwald-Edersee etwa vier Kilometer nördlich des Kernortes Haina am Oberlauf des Wesebaches, der etwa zwei Kilometer östlich an der kleinen Aschkoppe entspringt. Durch den Ort führt die Bundesstraße 253, von der die Landesstraße 3077 nach Haina abzweigt. Löhlbach liegt direkt an der Rhein-Weser-Wasserscheide. Während der Wesebach als Nebenfluss der Eder zum Einzugsgebiet der Weser gehört, wird der südwestliche Teil der Ortslage über die Wohra zum Rhein hin entwässert.

## Geschichte

### Ortsgeschichte
Die älteste bekannte schriftliche Erwähnung von Löhlbach erfolgte im Jahr 1215 unter dem Namen Lovuelbach in einer Urkunde des Klosters Haina.
Damals führte eine Handelsstraße durch Löhlbach, wodurch der Ort schon im Jahre 1240 ein eigenes Gericht hatte.
Hessische Gebietsreform (1970–1977)
Am 31. Dezember 1971 wurde die bis dahin selbstständige Gemeinde Löhlbach im Zuge der Gebietsreform in Hessen auf freiwilliger Basis in die Gemeinde Haina/Kloster (damalige Schreibweise) als Ortsteil eingegliedert.
Für Löhlbach wurde wie für die übrigen Ortsteile von Haina (Kloster) ein Ortsbezirk mit Ortsbeirat und Ortsvorsteher nach der Hessischen Gemeindeordnung eingerichtet.

### Bevölkerung
Einwohnerstruktur 2011
Nach den Erhebungen des Zensus 2011 lebten am Stichtag dem 9. Mai 2011 in Löhlbach 1362 Einwohner. Darunter waren 21 (1,5 %) Ausländer.
Nach dem Lebensalter waren 231 Einwohner unter 18 Jahren, 561 waren zwischen 18 und 49, 264 zwischen 50 und 64 und 303 Einwohner waren älter. Die Einwohner lebten in 516 Haushalten. Davon waren 123 Singlehaushalte, 156 Paare ohne Kinder und 201 Paare mit Kindern, sowie 30 Alleinerziehende und 9 Wohngemeinschaften. In 99 Haushalten lebten ausschließlich Senioren und in 336 Haushaltungen leben keine Senioren.
Einwohnerentwicklung
| Löhlbach: Einwohnerzahlen von 1834 bis 2019 | Löhlbach: Einwohnerzahlen von 1834 bis 2019 | Löhlbach: Einwohnerzahlen von 1834 bis 2019 | Löhlbach: Einwohnerzahlen von 1834 bis 2019 | Löhlbach: Einwohnerzahlen von 1834 bis 2019 |
| --- | ------------------------------------------- | ------------------------------------------- | ------------------------------------------- | ------------------------------------------- |
| Jahr |                                             |                                             |                                             | Einwohner                                   |
| 1834 | 1834                                        |                                             | 834                                         | 834                                         |
| 1840 | 1840                                        |                                             | 858                                         | 858                                         |
| 1846 | 1846                                        |                                             | 919                                         | 919                                         |
| 1852 | 1852                                        |                                             | 939                                         | 939                                         |
| 1858 | 1858                                        |                                             | 862                                         | 862                                         |
| 1864 | 1864                                        |                                             | 907                                         | 907                                         |
| 1871 | 1871                                        |                                             | 851                                         | 851                                         |
| 1875 | 1875                                        |                                             | 874                                         | 874                                         |
| 1885 | 1885                                        |                                             | 877                                         | 877                                         |
| 1895 | 1895                                        |                                             | 859                                         | 859                                         |
| 1905 | 1905                                        |                                             | 859                                         | 859                                         |
| 1910 | 1910                                        |                                             | 891                                         | 891                                         |
| 1925 | 1925                                        |                                             | 870                                         | 870                                         |
| 1939 | 1939                                        |                                             | 1.004                                       | 1.004                                       |
| 1946 | 1946                                        |                                             | 1.424                                       | 1.424                                       |
| 1950 | 1950                                        |                                             | 1.331                                       | 1.331                                       |
| 1956 | 1956                                        |                                             | 1.216                                       | 1.216                                       |
| 1961 | 1961                                        |                                             | 1.203                                       | 1.203                                       |
| 1967 | 1967                                        |                                             | 1.278                                       | 1.278                                       |
| 1980 | 1980                                        |                                             | ?                                           | ?                                           |
| 1990 | 1990                                        |                                             | ?                                           | ?                                           |
| 2000 | 2000                                        |                                             | ?                                           | ?                                           |
| 2011 | 2011                                        |                                             | 1.362                                       | 1.362                                       |
| 2019 | 2019                                        |                                             | 1.305                                       | 1.305                                       |
| Datenquelle: Historisches Gemeindeverzeichnis für Hessen: Die Bevölkerung der Gemeinden 1834 bis 1967. Wiesbaden: Hessisches Statistisches Landesamt, 1968. Weitere Quellen: LAGIS; Gemeinde Haina (Kloster); Zensus 2011 |                                             |                                             |                                             |                                             |

Religionszugehörigkeit
| • 1895: | 877 evangelische (= 100 %) Einwohner                               |
| • 1961: | 1135 evangelische (= 94,35 %), 67 katholische (= 5,57 %) Einwohner |

## Religion
Löhlbach bildet mit Battenhausen und Hüttenrode ein evangelisches Kirchspiel.

## Wirtschaft und Infrastruktur
- Löhlbach ist ein staatlich anerkannter Erholungsort.
- Im Ort gibt es ein beheiztes Freibad.
- Löhlbach hat ein Gewerbegebiet mit holzverarbeitender Industrie und mittelständischen Unternehmen.
- In der Kindertagesstätte "Kirchbergzwerge" werden zwei Gruppen betreut.
- Die Dorfkultur wird in zahlreichen Vereinen gepflegt